# Ruth Schweikert
Ruth Schweikert (Lörrach, 15 de julio de 1964 - Zúrich, 4 de junio de 2023 ) fue una escritora suiza.

## Biografía
Fue profesora del Instituto de Literatura, se dedicó a escribir novelas y cuentos.
Galardonada con los premios de la Fundación Schillerz, Premio de Literatura de Soleura y Premios de literatura suiza.
Schweikert contrajo matrimonio con el documentalista Eric Bergkraut y fue madre de cinco hijos.
Falleció el 4 de junio de 2023 a los 57 años, en su casa de Zúrich.

## Libros
- 1998, Ojos cerrados
- 2005, Ohio
- 2015, Cómo envejecemos
- 2019, Días como perros

## Filmografía
- 2019, Parents
- 2004, Kulturplatz